# Nanami Irie
Nanami Irie (jap. 入江 ななみ Irie Nanami ; ur. 8 stycznia 1995) – japońska zapaśniczka walcząca w stylu wolnym. Wicemistrzyni świata w 2019. Brązowa medalistka mistrzostw Azji w 2015. Pierwsza w Pucharze Świata w 2014. Mistrzyni świata juniorów w 2015 i trzecia w 2014 roku.